# (1017) Jacqueline
(1017) Jacqueline – planetoida z pasa głównego asteroid okrążająca Słońce w ciągu 4 lat i 77 dni w średniej odległości 2,61 au. Została odkryta 4 lutego 1924 roku w Algiers Observatory w Algierze przez Benjamina Jekhowsky’ego. Nazwa planetoidy pochodzi od Jacqueline Zadoc-Kahn, uczennicy odkrywcy. Przed jej nadaniem planetoida nosiła oznaczenie tymczasowe (1017) 1924 QL.